# Martina Dubovská
Martina Dubovská (Třinec, 27 febbraio 1992) è una sciatrice alpina ceca.

## Biografia
Attiva in gare FIS dall'ottobre del 2007, la Dubovská ha esordito in Coppa Europa il 10 dicembre 2010 a Gressoney-La-Trinité in slalom speciale (36ª), in Coppa del Mondo il 4 febbraio 2011 ad Arber nella medesima specialità, senza completare la prova, e ai Campionati mondiali a Garmisch-Partenkirchen 2011, dove si è classificata 54ª nello slalom gigante e non ha completato lo slalom speciale. Ai Mondiali di Schladming 2013 è stata 39ª nello slalom gigante e 35ª nello slalom speciale e ai XXII Giochi olimpici invernali di Soči 2014, suo esordio olimpico, si è piazzata 22ª nello slalom speciale e non ha completato lo slalom gigante.
Ai Mondiali di Vail/Beaver Creek 2015 non ha completato lo slalom speciale e nella successiva rassegna iridata di Sankt Moritz 2017 è stata 32ª nello slalom speciale, 9ª nella gara a squadre e non ha completatolo slalom gigante. Ai XXIII Giochi olimpici invernali di Pyeongchang 2018 si è piazzata 29ª nello slalom speciale, 9ª nella gara a squadre e non ha completato lo slalom gigante; l'anno successivo ai Mondiali di Åre 2019 si è classificata 9ª nella gara a squadre e non ha portato a termine lo slalom speciale. Il 13 dicembre 2020 ha conquistato in Valle Aurina/Klausberg in slalom speciale la prima vittoria, nonché primo podio, in Coppa Europa; l'anno dopo ai XXIV Giochi olimpici invernali di Pechino 2022 si è piazzata 13ª nello slalom speciale, ai Mondiali di Courchevel/Méribel 2023 è stata 10ª nella gara a squadre, non ha completato lo slalom speciale e non si è qualificata per la finale nel parallelo e a quelli di Saalbach-Hinterglemm 2025 si è classificata 16ª nello slalom speciale.

## Palmarès

### Coppa del Mondo
- Miglior piazzamento in classifica generale: 36ª nel 2021

### Coppa Europa
- Miglior piazzamento in classifica generale: 24ª nel 2021
- 3 podi:
  - 1 vittoria
  - 1 secondo posto
  - 1 terzo posto

#### Coppa Europa - vittorie
| Data             | Località               | Paese  | Specialità |
| ---------------- | ---------------------- | ------ | ---------- |
| 13 dicembre 2020 | Valle Aurina/Klausberg | Italia | SL         |

Legenda:

SL = slalom speciale

### South American Cup
- Miglior piazzamento in classifica generale: 18ª nel 2017
- 1 podio:
  - 1 vittoria

#### South American Cup - vittorie
| Data           | Località   | Paese | Specialità |
| -------------- | ---------- | ----- | ---------- |
| 13 agosto 2016 | Antillanca | Cile  | SL         |

Legenda:

SL = slalom speciale

### Australia New Zealand Cup
- Miglior piazzamento in classifica generale: 9ª nel 2011
- Vincitrice della classifica di slalom speciale nel 2011
- 3 podi:
  - 1 vittoria
  - 2 terzi posti

#### Australia New Zealand Cup - vittorie
| Data           | Località | Paese     | Specialità |
| -------------- | -------- | --------- | ---------- |
| 13 agosto 2010 | Thredbo  | Australia | SL         |

Legenda:

SL = slalom speciale

### Far East Cup
- Miglior piazzamento in classifica generale: 12ª nel 2016
- 11 podi:
  - 5 vittorie
  - 3 secondi posti
  - 3 terzi posti

#### Far East Cup - vittorie
| Data             | Località         | Paese  | Specialità |
| ---------------- | ---------------- | ------ | ---------- |
| 15 dicembre 2015 | Wanlong          | Cina   | SL         |
| 16 dicembre 2015 | Wanlong          | Cina   | SL         |
| 17 dicembre 2015 | Wanlong          | Cina   | GS         |
| 20 marzo 2018    | Južno-Sachalinsk | Russia | SL         |
| 5 dicembre 2019  | Wanlong          | Cina   | SL         |

Legenda:

GS = slalom gigante

SL = slalom speciale

### Campionati cechi
- 12 medaglie:
  - 7 ori (slalom speciale nel 2014; slalom gigante nel 2016; slalom speciale nel 2017; slalom speciale nel 2018; slalom speciale nel 2021; slalom speciale nel 2023; slalom speciale nel 2025)
  - 2 argenti (slalom speciale nel 2013; slalom gigante nel 2018)
  - 3 bronzi (slalom gigante nel 2011; slalom gigante nel 2012; supercombinata nel 2013)